# IEEE 802.1AE
IEEE 802.1AE plus connue sous le nom de MACSec ou MAC Security est le standard de sécurisation de la couche MAC de l'IEEE. MACSec est conçu pour le chiffrement de la couche 2 de la suite de protocole Ethernet. Il assure la confidentialité et l'intégrité des données dans un mode sans connexion. Il est normalisé par le groupe de travail IEEE 802.1.

## Fonctionnement

### Format de trame
Le format de trame de MACSec est similaire à celui d'Ethernet, mais comporte des champs supplémentaires:
- Security Tag, qui est une extension du champ EtherType
- Message authentication code (ICV)

#### Trame ethernet 802.1q
| adresse MAC dst. | adresse MAC src. | 802.1Q | EtherType/Size | Data | FCS |

#### Trame ethernet 802.1q MACSec
| Authentifié      |                  |                     |         |                |      |     |     |
|                  |                  |                     | Chiffré |                |      |     |     |
| adresse MAC dst. | adresse MAC src. | MACSec Security Tag | 802.1Q  | EtherType/Size | Data | ICV | FCS |

### Gestion des clés
La gestion des clés et la création d'associations sécurisées est en dehors du champ d'application de 802.1AE, mais est spécifié par la norme 802.1X-2010.

### Chiffrement des données
Par défaut, il utilise la suite de chiffrement GCM-AES-128 (Galois/Counter Mode pour Advanced Encryption Standard avec une clé de chiffrement 128-bits). GCM-AES-256 utilisant une clé de 256 bits a été ajouté au standard 5 ans plus tard.

### Limites
Tous les types de protocoles Spanning Tree ne peuvent actuellement pas être chiffrés à l'aide de MACSec.